# Lista över fornlämningar i Mörbylånga kommun (Ås)
Lista över fornlämningar i Mörbylånga kommun (Ås) är en förteckning av ett urval av de fornlämningar som finns i Ås i Mörbylånga kommun.
| Namn                                 | Lämningstyp                      | Tillkomsttid | Historisk indelning | Plats | Läge                 | ID-nr          | Bild                                      |
| ------------------------------------ | -------------------------------- | ------------ | ------------------- | ----- | -------------------- | -------------- | ----------------------------------------- |
| Kyrkhamn (Ås 1:2)                    | Husgrund, förhistorisk/medeltida |              | Ås, Öland           |       | 56.205275, 16.404150 | 10088900010002 | Ladda upp en till bild av detta fornminne |
| Kyrkhamns kapell (Ås 2:1)            | Kyrka/kapell                     |              | Ås, Öland           |       | 56.209756, 16.405973 | 10088900020001 | Ladda upp en till bild av detta fornminne |
| Kyrkhamns kapell (Ås 2:2)            | Begravningsplats                 |              | Ås, Öland           |       | 56.209653, 16.406089 | 10088900020002 | Ladda upp en bild av detta fornminne      |
| Ås 5:1                               | Stensättning                     |              | Ås, Öland           |       | 56.248381, 16.415733 | 10088900050001 | Ladda upp en bild av detta fornminne      |
| Ås 6:1                               | Stensättning                     |              | Ås, Öland           |       | 56.248057, 16.415368 | 10088900060001 | Ladda upp en bild av detta fornminne      |
| Ås 7:1                               | Stensättning                     |              | Ås, Öland           |       | 56.249428, 16.411919 | 10088900070001 | Ladda upp en bild av detta fornminne      |
| Ås 8:1                               | Gravfält                         |              | Ås, Öland           |       | 56.246461, 16.415055 | 10088900080001 | Ladda upp en bild av detta fornminne      |
| Ås 10:1                              | Gravfält                         |              | Ås, Öland           |       | 56.240794, 16.409406 | 10088900100001 | Ladda upp en bild av detta fornminne      |
| Ås 11:1                              | Hög                              |              | Ås, Öland           |       | 56.238423, 16.406912 | 10088900110001 | Ladda upp en bild av detta fornminne      |
| Ås 11:2                              | Stensättning                     |              | Ås, Öland           |       | 56.238841, 16.406473 | 10088900110002 | Ladda upp en bild av detta fornminne      |
| Ås 13:1                              | Gravfält                         |              | Ås, Öland           |       | 56.233688, 16.402498 | 10088900130001 | Ladda upp en bild av detta fornminne      |
| Ås 14:1                              | Stensättning                     |              | Ås, Öland           |       | 56.230772, 16.404344 | 10088900140001 | Ladda upp en bild av detta fornminne      |
| Ås 15:1                              | Hög                              |              | Ås, Öland           |       | 56.228005, 16.400334 | 10088900150001 | Ladda upp en bild av detta fornminne      |
| Ås 15:2                              | Husgrund, förhistorisk/medeltida |              | Ås, Öland           |       | 56.228097, 16.400420 | 10088900150002 | Ladda upp en bild av detta fornminne      |
| Orminge rör (sjömärket) (Ås 16:1)    | Hög                              |              | Ås, Öland           |       | 56.223816, 16.399488 | 10088900160001 | Ladda upp en bild av detta fornminne      |
| Orminge rör (sjömärket) (Ås 16:2)    | Gravhägnad                       |              | Ås, Öland           |       | 56.223899, 16.399651 | 10088900160002 | Ladda upp en bild av detta fornminne      |
| Ås 17:1                              | Gravfält                         |              | Ås, Öland           |       | 56.217616, 16.402860 | 10088900170001 | Ladda upp en bild av detta fornminne      |
| Ås 18:1                              | Gravfält                         |              | Ås, Öland           |       | 56.222435, 16.408258 | 10088900180001 | Ladda upp en bild av detta fornminne      |
| Höge stenar, Kungsstenarna (Ås 19:1) | Gravfält                         |              | Ås, Öland           |       | 56.220310, 16.408816 | 10088900190001 | Ladda upp en till bild av detta fornminne |
| Ås 20:1                              | Stensättning                     |              | Ås, Öland           |       | 56.216896, 16.407739 | 10088900200001 | Ladda upp en bild av detta fornminne      |
| Ås 20:2                              | Stensättning                     |              | Ås, Öland           |       | 56.216907, 16.408042 | 10088900200002 | Ladda upp en bild av detta fornminne      |
| Ås 21:1                              | Stensättning                     |              | Ås, Öland           |       | 56.216398, 16.407954 | 10088900210001 | Ladda upp en bild av detta fornminne      |
| Ås 21:2                              | Stensättning                     |              | Ås, Öland           |       | 56.216308, 16.407743 | 10088900210002 | Ladda upp en bild av detta fornminne      |
| Ås 25:1                              | Stensättning                     |              | Ås, Öland           |       | 56.263149, 16.486999 | 10088900250001 | Ladda upp en bild av detta fornminne      |
| Ås 26:1                              | Stensättning                     |              | Ås, Öland           |       | 56.263104, 16.486203 | 10088900260001 | Ladda upp en bild av detta fornminne      |
| Ås 27:1                              | Stensättning                     |              | Ås, Öland           |       | 56.263534, 16.488455 | 10088900270001 | Ladda upp en bild av detta fornminne      |
| Ås 29:1                              | Stensättning                     |              | Ås, Öland           |       | 56.257180, 16.438170 | 10088900290001 | Ladda upp en bild av detta fornminne      |
| Ås 29:2                              | Stensättning                     |              | Ås, Öland           |       | 56.257129, 16.438268 | 10088900290002 | Ladda upp en bild av detta fornminne      |
| Ås 29:3                              | Stensättning                     |              | Ås, Öland           |       | 56.257177, 16.438465 | 10088900290003 | Ladda upp en bild av detta fornminne      |
| Ås 29:4                              | Stensättning                     |              | Ås, Öland           |       | 56.257311, 16.438512 | 10088900290004 | Ladda upp en bild av detta fornminne      |
| Ås 30:1                              | Stensättning                     |              | Ås, Öland           |       | 56.257413, 16.437287 | 10088900300001 | Ladda upp en bild av detta fornminne      |
| Ås 30:3                              | Grav markerad av sten/block      |              | Ås, Öland           |       | 56.257608, 16.437366 | 10088900300003 | Ladda upp en bild av detta fornminne      |
| Ås 33:1                              | Stensättning                     |              | Ås, Öland           |       | 56.255171, 16.438678 | 10088900330001 | Ladda upp en bild av detta fornminne      |
| Ås 34:1                              | Stensättning                     |              | Ås, Öland           |       | 56.248396, 16.454240 | 10088900340001 | Ladda upp en bild av detta fornminne      |
| Ås 34:2                              | Stensättning                     |              | Ås, Öland           |       | 56.248172, 16.454086 | 10088900340002 | Ladda upp en bild av detta fornminne      |
| Ås 34:4                              | Stensättning                     |              | Ås, Öland           |       | 56.248863, 16.454193 | 10088900340004 | Ladda upp en bild av detta fornminne      |
| Ås 35:1                              | Stensättning                     |              | Ås, Öland           |       | 56.232061, 16.460859 | 10088900350001 | Ladda upp en bild av detta fornminne      |
| Ås 36:1                              | Hägnad                           |              | Ås, Öland           |       | 56.143146, 16.265780 | 10088900360001 | Ladda upp en till bild av detta fornminne |
| Ås 54:1                              | Stensättning                     |              | Ås, Öland           |       | 56.256978, 16.459221 | 10088900540001 | Ladda upp en bild av detta fornminne      |
| Ås 54:2                              | Stensättning                     |              | Ås, Öland           |       | 56.256674, 16.459114 | 10088900540002 | Ladda upp en bild av detta fornminne      |
| Ås 55:1                              | Stensättning                     |              | Ås, Öland           |       | 56.257772, 16.458959 | 10088900550001 | Ladda upp en bild av detta fornminne      |
| Ås 56:1                              | Stensättning                     |              | Ås, Öland           |       | 56.258667, 16.461553 | 10088900560001 | Ladda upp en bild av detta fornminne      |
| Ås 59:1                              | Stensättning                     |              | Ås, Öland           |       | 56.243758, 16.448800 | 10088900590001 | Ladda upp en bild av detta fornminne      |
| Ås 59:2                              | Stensättning                     |              | Ås, Öland           |       | 56.243871, 16.448432 | 10088900590002 | Ladda upp en bild av detta fornminne      |
| Ås 63:1                              | Stensättning                     |              | Ås, Öland           |       | 56.258516, 16.438829 | 10088900630001 | Ladda upp en bild av detta fornminne      |
| Ås 64:1                              | Stensättning                     |              | Ås, Öland           |       | 56.256148, 16.438069 | 10088900640001 | Ladda upp en bild av detta fornminne      |
| Ås 67:1                              | Stensättning                     |              | Ås, Öland           |       | 56.247075, 16.424901 | 10088900670001 | Ladda upp en bild av detta fornminne      |
| Ås 68:1                              | Stensättning                     |              | Ås, Öland           |       | 56.215107, 16.405010 | 10088900680001 | Ladda upp en bild av detta fornminne      |
| Ås 69:1                              | Husgrund, förhistorisk/medeltida |              | Ås, Öland           |       | 56.222597, 16.400274 | 10088900690001 | Ladda upp en bild av detta fornminne      |
| Ås 71:1                              | Stensättning                     |              | Ås, Öland           |       | 56.235842, 16.406035 | 10088900710001 | Ladda upp en bild av detta fornminne      |
| Ås 71:2                              | Stensättning                     |              | Ås, Öland           |       | 56.235717, 16.406065 | 10088900710002 | Ladda upp en bild av detta fornminne      |
| Ås 72:1                              | Husgrund, historisk tid          |              | Ås, Öland           |       | 56.232460, 16.440324 | 10088900720001 | Ladda upp en bild av detta fornminne      |
| Ås 77:1                              | Stridsvärn                       |              | Ås, Öland           |       | 56.242647, 16.407443 | 10088900770001 | Ladda upp en bild av detta fornminne      |
| Ås 77:2                              | Stridsvärn                       |              | Ås, Öland           |       | 56.243394, 16.407505 | 10088900770002 | Ladda upp en bild av detta fornminne      |
| Ås 78:1                              | Stridsvärn                       |              | Ås, Öland           |       | 56.244412, 16.408499 | 10088900780001 | Ladda upp en bild av detta fornminne      |
| Ås 78:2                              | Stridsvärn                       |              | Ås, Öland           |       | 56.245054, 16.409011 | 10088900780002 | Ladda upp en bild av detta fornminne      |
| Ås 79:1                              | Hög                              |              | Ås, Öland           |       | 56.246478, 16.409326 | 10088900790001 | Ladda upp en bild av detta fornminne      |
| Ås 80:1                              | Husgrund, förhistorisk/medeltida |              | Ås, Öland           |       | 56.198210, 16.398819 | 10088900800001 | Ladda upp en till bild av detta fornminne |
| Ås 80:2                              | Husgrund, förhistorisk/medeltida |              | Ås, Öland           |       | 56.198144, 16.398785 | 10088900800002 | Ladda upp en till bild av detta fornminne |
| Ås 80:3                              | Husgrund, förhistorisk/medeltida |              | Ås, Öland           |       | 56.198291, 16.398832 | 10088900800003 | Ladda upp en till bild av detta fornminne |
| Ås 82:1                              | Fiskeläge                        |              | Ås, Öland           |       | 56.201984, 16.402641 | 10088900820001 | Ladda upp en till bild av detta fornminne |
| Ås 84:1                              | Stensättning                     |              | Ås, Öland           |       | 56.242972, 16.411161 | 10088900840001 | Ladda upp en bild av detta fornminne      |